# Lípa svobody (Krč)
Lípa svobody v Krči je památný strom, který roste v Praze 4 uprostřed zahrad mezi ulicemi Krčská, U Krčské vodárny, Ševce Matouše a Zachova. Byla vysazena roku 1918 k poctě vzniku Československé republiky. Je na soukromém pozemku, ale z ulice je viditelná.

## Parametry stromu
- Výška (m): 22,0
- Obvod (cm): 235
- Ochranné pásmo: ze zákona
- Datum prvního vyhlášení: 31.03.2001[1]
- Stáří stromu: vysazena roku 1918[2]

## Popis
Kmen stromu je dlouhý a rovný. Rozložitá koruna lípy začíná vysoko a má kulovitý tvar. Její zdravotní stav je velmi dobrý.

## Historie
Lípu svobody zasadil na podzim roku 1918 majitel domu a zahrady, motocykletový závodník Antonín Čeněk Riegl se svou manželkou Annou Rieglovou (roz. Dymáková).